# Tratados de Locarno

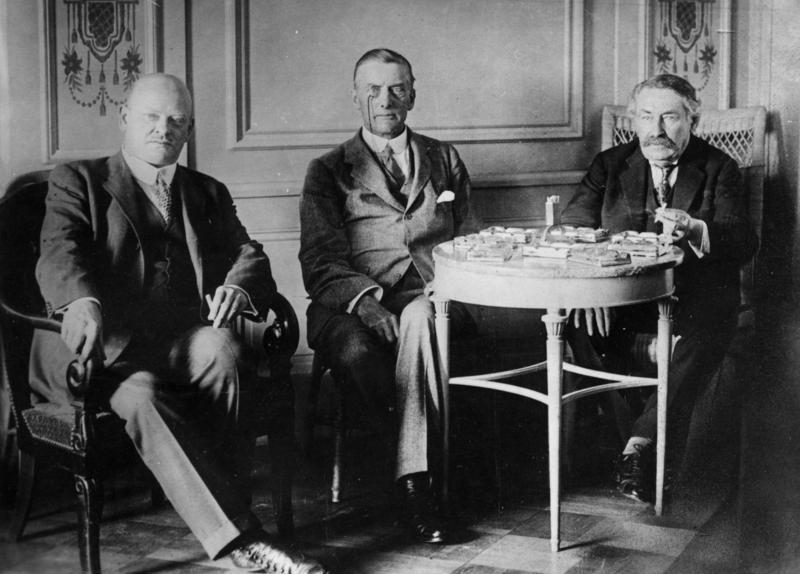
Gustav Stresemann (Alemania), Joseph Austen Chamberlain (Reino Unido) y Aristide Briand (Francia) en Locarno.

Los Tratados de Locarno o Acuerdos de Locarno, es el nombre que recibieron los ocho pactos destinados a reforzar la paz en Europa después de la Primera Guerra Mundial, negociados en la ciudad suiza de Locarno y firmados el 1 de diciembre de 1925 en Londres por los representantes de Bélgica, Checoslovaquia, Francia, Alemania, Reino Unido, Reino de Italia y Polonia.
La conferencia en la que se negociaron los tratados tuvo lugar entre el 5 y el 16 de octubre de 1925 y su resultado fue que Francia, Bélgica y Alemania renunciaron a cambiar violentamente las fronteras entre sus países. Esto significó también que Alemania reconoció su frontera occidental tal como la había fijado el Tratado de Versalles.

## Los acuerdos y sus firmantes

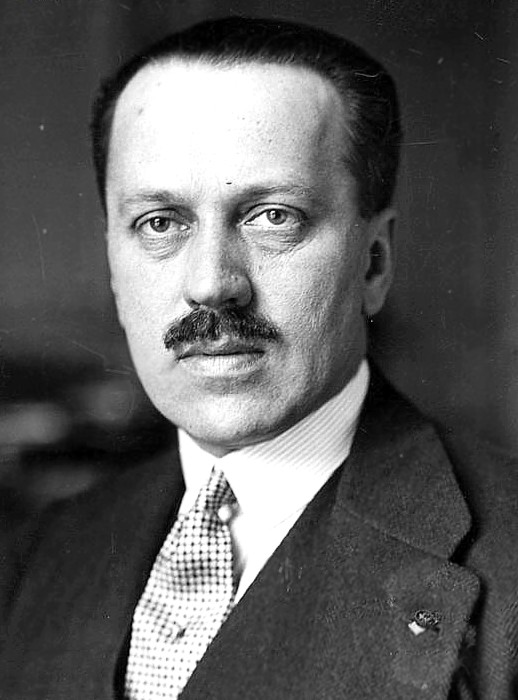
El ministro de exteriores polaco, Aleksander Skrzyński, representante de su país en Locarno.

Fueron el fruto de una serie de reuniones a las que asistieron,  entre otros, los ministros de Asuntos Exteriores alemán (Gustav Stresemann), francés (Aristide Briand) y británico (Joseph Austen Chamberlain), así como el jefe de gobierno italiano Benito Mussolini. 
Los ocho documentos incluían:
1. Un acuerdo de garantías mutuas entre Francia, Reino Unido, Alemania, Italia y Bélgica.
2. Un acuerdo de arbitraje entre Bélgica y Alemania.
3. Un acuerdo de arbitraje entre Francia y Alemania.
4. Un acuerdo de arbitraje entre Alemania y Polonia.
5. Un acuerdo de arbitraje entre Alemania y Checoslovaquia.
6. Una propuesta de alianza entre Francia y Polonia.
7. Una propuesta de alianza entre Francia y Checoslovaquia.
8. Una declaración de los firmantes del acuerdo de garantías mutuas (véase el primer punto) sobre la manera de interpretar ciertos puntos de la carta de la Sociedad de Naciones.

## Significado de los acuerdos
En el primero de los acuerdos, Francia, Alemania y Bélgica reconocían mutuamente sus fronteras y se comprometían a respetarlas. Se estableció que Renania, una región histórica cuyo territorio formaba parte de estos tres países, se consideraría zona neutral desmilitarizada. Los británicos e italianos actuaron como garantes de tal compromiso, pero no contrajeron obligaciones militares que les comprometieran a su cumplimiento. Aunque Francia firmó convenios de seguridad con Polonia y Checoslovaquia, estos documentos no ofrecían el mismo reconocimiento fronterizo para los países limítrofes con el margen oriental de Alemania. No obstante, se acordó el arbitraje obligatorio en el caso de conflictos entre Alemania y Francia, Bélgica, Polonia y Checoslovaquia. Los tratados debían aplicarse dentro del marco de la Sociedad de Naciones, en la que en 1926 fue admitida Alemania.
En un principio, el espíritu que guio estos compromisos contribuyó a mejorar las relaciones entre Francia y Alemania, pero la situación empeoró en la década de 1930. Anteriormente el primer ministro francés Raymond Poincaré había ordenado la invasión del Ruhr el 11 de enero de 1923 con el objetivo de ocupar el centro alemán de producción de carbón, hierro y acero situado en la Región del Ruhr, debido a la incapacidad de pago de las sanciones a la Alemania en 1919. Escogido canciller, Adolf Hitler denunció el principal Tratado de Locarno cuando ordenó la remilitarización de Renania en 1936, iniciando una política agresiva en Europa central, que al no recibir respuesta por parte de los otros signatarios de los Acuerdos condujo tres años más tarde a la II Guerra Mundial.